# Stenaelurillus megamalai
Espèce
Stenaelurillus megamalai est une espèce d'araignées aranéomorphes de la famille des Salticidae.

## Distribution
Cette espèce est endémique du Tamil Nadu en Inde,. Elle se rencontre dans le district de Theni.

## Description
Le mâle holotype mesure 4,76 mm et la femelle paratype 7,68 mm, les mâles mesurent de 3,70 à 5,00 mm et les femelles de 4,60 à 7,68 mm.

## Systématique et taxinomie
Cette espèce a été décrite par Sudhin, Sen et Caleb en 2023.

## Étymologie
Son nom d'espèce lui a été donné en référence au lieu de sa découverte, Megamalai Wildlife Sanctuary.

## Publication originale
- Sudhin, Sen & Caleb, 2023 : « Two new Stenaelurillus species (Araneae, Salticidae, Aelurillina) from Western Ghats, India. » Zoosystematics and Evolution, vol. 99, no 1, p. 123-133.